# Balneário Arroio do Silva
Balneário Arroio do Silva – miasto i gmina w Brazylii, w stanie Santa Catarina. Znajduje się w mezoregionie Sul Catarinense i mikroregionie Araranguá.